# 娄谅
娄谅（?—?），字克贞，别号一斋。明代上饶（今属江西）人。

## 生平
娄师德二十四代裔孙。少年时代有志于圣学，到处求师。景泰四年（1453年）中举，天順七年（1463年）登乙榜，选为成都训导。不久即辭官。前往抚州崇仁從吴与弼求學。娄谅不屑细务，一日与门人共耕，吴与弼一边挥锄，一边对娄谅说：“学者，须亲细务。”娄谅立即醒悟，日後虽洒扫之事，必亲自操持。王阳明在回餘姚途中于广信（今江西上饶）拜谒娄谅。黄宗羲说“姚江之学，先生为发端也”。

## 家族
子婁性，南京兵部郎中。
子娄忱，其長女娄素珍選方寧王朱宸濠妃，宁王兵败，娄妃投水死，王陽明禮葬之。娄忱株连入狱，婁氏著作幾盡散佚無餘。

## 延伸阅读
[在维基数据编辑]
 《明史卷二百八十三》，出自《明史》

杜聯喆《盡信書不如無書》
歷史學研求論【婁妃之父】
似乎一向就知道明朝正德年間造反的寧王宸濠，有賢妃婁氏，是學者婁諒的女兒。不但沒有發生過疑問，亦未嘗聽見過異說，更不記得從什麼時候得到的這知識 - - 學校裏聽師長講的，還是在家裏聽父兄說的，讀文史得來的，還是從小說閒書裏看來的。實在想不起這一件事如何輸入了記憶，卻牢牢的總未遺忘。對於婁妃既未有過特別興趣，亦沒有深入的研求過關於她的事蹟。
近來因為編校明人傳略，偶爾翻看了幾處有關婁諒的材料，忽然這一向以爲不成問題的史實，出了問題。不止於婁妃不是婁諒的女兒而是孫女，並且她的父親究竟是婁諒的那一個兒，亦其說不一。
最先查「圖書集成」學行典引用「明外史」的婁諒傳。傳末附記他的兒子婁忱，及忱女婁妃。
原文如下：
『… …〔諒〕子忱字誠善，傳父學，不下樓者十年，從學者甚衆。忱女爲寧王宸濠妃，有賢聲，嘗勸王毋反，王不聽，卒反。諒子姓皆捕繫。遺文遂散軼矣。』
再看王鴻緒名下的「明史稿」，這裏的婁諒傳是照鈔「明外史」，所以亦是將婁妃作婁諒的孫女，婁忱的女兒。然後查「明史」婁諒傳，雖與「明外史」、「明史稿」大同。然而發現了很重要的一點小異。「明史」删掉了「不下樓者十年，從學者甚衆，忱」等十二字，遂連作「子忱字誠善。傳父學。女爲寧王宸濠妃。」於是乎婁忱的女兒變爲婁諒的女兒了。度想可能「明史」本傳的編纂者嫌「不下樓者十年，從學者甚衆」兩句無甚重要，順筆删去，無意中將下句的「忧」字亦鈎掉了，鑄成了數百年來的以誤傳誤。「明史」是官修正史的上乘，尚不免有如此錯誤，書眞個是不可盡信呵。
清人蔣士銓作藏園九種曲，一種名叫「一片石」，是演述他在乾隆十六年（一七五一）修「南昌縣志」時探得南昌城外有一婁妃墓的事。由當時的江西布政使彭家屏主持給這墓立了石碑，以誌表楊賢烈。彭布政並且親自作了墓碑記，標明「前明庶人婁賢妃墓在此」，直言「妃爲上饒婁諒女」。由此可見二百多年前身在江西當地的人士已經認婁妃爲婁諒的女兒爲無疑的史寶了。
更進一步，不但清人誤以婁妃爲婁諒女，明朝人亦曾有同樣的錯誤。王陽明的門人爲陽明編年譜（見王文成全書），在正德十四年乙卯七月丁已下記獲宸濠於樵舍，江西遂平。由宸濠口中說明婁妃投水死。作者結語說「婁為諒女，有家學，故處變能自全」。當時人已將婁妃誤作婁諒的女兒了。
前面所舉「明外史」、「明史稿」、「明史」婁諒傳都附記其子忱，給讀者的印象頗似乎婁諒只有名叫忱的一個兒子。我們若再看黃宗義的「明儒學案」，在卷二崇仁學案下婁一齋先生諒傳，則婁忱外婁諒還有一個兒子名叫婁性。原文說：「… …子兵部郎中性，其女嫁爲寧庶人妃。… …子忱字誠善，號冰溪。 … …」指明婁妃不但不是婁諒的女兒而是他的孫女，亦不是如「明外史」和「明史稿」所記載，（『說她是婁忱的女兒』），而是婁性的女兒。並且婁性還是有功名的仕宦。按「進士題名碑錄」婁性中成化十七年辛亥科王陽明父親王華榜，第二甲第六十七名進士。著江西廣信府上饒縣民籍。
「廣信府志」（同治壬申）理學人物下，不但有婁諒傳亦有婁忱傳，在賢惠列女傅內又單有婁妃傳。
想是因為採據史料不同，以致前後異說。婁諒傳內說婁妃是婁忱女。在婁妃傳則說她是婁性女。婁忱傳更可注意，既說婁性是兄，婁忱是弟，又表白出婁性的行爲可議，並且婁忱因爲宸濠妃族的關繫死在獄裏，而他十年不下樓並非是為了閉戶讀書，而是因爲「憂其兄之所爲，托疾不下樓者十年。… …其兄死乃下樓。」可惜未曾提出婁性所爲何事，能使其弟憂憤如此。
婁妃之父究係何人，我們現在可以作三段結論：(一)「明史」和「陽明年譜」將婁妃誤作婁諒的女兒，其實是他的孫女。(二)婁諒有兩個兒子，長婁性、次婁忱。(三)有地方說婁忱是婁妃的父親，又有地方說婁性是她的父親，據目前材料推測，似乎婁妃當是婁性的女兒。
清朝江西人曾燠所編輯的「江西詩徵」（光緒五年棣華堂重印本）卷八十五名媛部錄婁妃詩三首，都是七絕，詩前冠一小傳說「妃上饒人，諒孫女，郎中性女也。」傳末注「陽明年譜」誤以妃為婁諒女，但未提到「明史」有此同誤。三詩內「題樵人圖」一首謂是婁妃作來諷諫宸濠的。至於這三首詩是否確是婁妃所作，實亦可疑，特别是「春遊」、「送別」二首，泛泛寫來不帶一些王妃口氣